# Ветреный день в Венё
«Ветреный день в Венё» («Поля в окрестностях Венё») — картина художника-импрессиониста Альфреда Сислея из собрания Государственного Эрмитажа.
На картине на фоне пасмурного неба, затянутым плотными облаками, изображены несколько небольших деревьев, растущих на небольшом холме, вдаль уходит распаханное поле. Справа внизу подпись художника: Sisley.
В 1880 году Альфред Сислей в целях экономии средств переехал из Парижа в окрестности городка Море-сюр-Луэн. Возле этого городка находится посёлок Венё-Надон, расположенный на берегу реки Луэн, являющейся притоком Сены. В Венё Сислей прожил до сентября 1882 года и написал ряд картин, в том числе и «Ветреный день». Картина датируется 1882 годом.
В 1883 году картину приобрёл Поль Дюран-Рюэль и она долгое время находилась в его галерее. Лишь в 1905 году её за 12500 франков приобрёл московский купец и коллекционер И. А. Морозов. После Октябрьской революции собрание Морозова было национализировано и с 1923 года картина находилась в Государственном музее нового западного искусства. В 1930 году картина была передана в Государственный Эрмитаж. С конца 2014 года выставляется на четвёртом этаже здания Главного штаба, зал 406 (зал Камиля Писсарро и Альфреда Сислея).
Главный научный сотрудник Отдела западноевропейского изобразительного искусства Государственного Эрмитажа А. Г. Костеневич описывая картину отмечал:

Детали «Ветреного дня в Венё» — невзрачные деревца, пашня до самого горизонта, светло-серое небо — не таковы, чтобы из них составился эффектный, радующий глаз вид. Замечательным произведением искусства такую картину делает зримое ощущение внутренней жизни природы, синхронная пульсация всех её элементов. Пейзаж буквально пронизывает движение холодного воздуха и неповторимый свет Иль-де-Франса.